# Albizia orissensis
Albizia orissensis là một loài thực vật có hoa trong họ Đậu. Loài này được K.C.Sahni & Bennet miêu tả khoa học đầu tiên.